# Blaye-les-Mines
Blaye-les-Mines (okzitanisch Blaia) ist eine französische Gemeinde mit 2920 Einwohnern (Stand 1. Januar 2022) im Département Tarn in der Region Okzitanien (zuvor Midi-Pyrénées). Sie gehört zum Arrondissement Albi und zum Kanton Carmaux-2 Vallée du Cérou (zuvor Carmaux-Sud).

## Geografie
Die Gemeinde liegt vier Kilometer südwestlich von Carmaux und 11 Kilometer nordwestlich von Albi. Blaye-les-Mines liegt im Norden des Départements Tarn.

## Geschichte
Die Region um Carmaux verdankt ihre heutige Form der Kohle, die unter ihr liegt. Durch ein Dokument, das etwa von 1295 stammt, ist von einem Beginn der Förderung im 13. Jahrhundert auszugehen. Das Dokument belegt die Erhebung einer Maut für die Brücke von Albi für den Kohletransport.

## Bevölkerungsentwicklung
| 1962 | 1968 | 1975 | 1982 | 1990 | 1999 | 2006 |
| ---- | ---- | ---- | ---- | ---- | ---- | ---- |
| 5154 | 5526 | 4563 | 3919 | 3227 | 2944 | 3058 |

## Sport
Blaye-les-Mines war Startort der elften Etappe der Tour de France im Jahr 2011.

## Persönlichkeiten
- Augustin Malroux (1900–1945), Politiker und Mitglied der Résistance, wurde in Blaye-les-Mines geboren.